# Binary Code (мініальбом)
Binary Code (укр. Бінарний код) — п'ятий мініальбом південнокорейського чоловічого гурту Oneus. Він вийшов на лейблі RBW і розповсюджений Kakao Entertainment 11 травня 2021 року. Мініальбом містить п'ять треків, включно з головним синглом «Black Mirror» та рок-версією їхнього дебютного синглу «Valkyrie». Фізичне видання альбому виходило у двох версіях — «Zero» та «One».

## Передумови та реліз
23 квітня 2021 року на офіційних сторінках гурту з'явився постер з назвою майбутнього п'ятого мініальбому та дата релізу.
Мініальбом містить головний сингл «Black Mirror», рок-версію їхньої дебютної пісні «Valkyrie» і три нові треки. Учасник гурту Рейвн один зі співавторів головного синглу «Black Mirror».

## Комерційний успіх
Мініальбом посів 2 місце в тижневому чарті альбомів Gaon і 4 місце в місячному чарті. До кінця червня 2021 року мініальбом розійшовся в Південній Кореї тиражем у 103 240 копій.
Кліп «Black Mirror» набрав 10 мільйонів переглядів на Youtube за перші три дні після релізу.

## Критичне прийняття
Пуа Зівей, у відгуку для NME, зазначила, що кліп на головний сингл «Black Mirror», «схоже, черпає натхнення з пізнього Майкла Джексона», а «лірика також посилається на ряд хітів покійної поп-ікони, включаючи „Bad“ і „Man In The Mirror“».

### Рейтинги на кінець року
| Критик / журнал | Список                        | Ранг | Прим.  |
| --------------- | ----------------------------- | ---- | ------ |
| Dazed           | The Best K-Pop Tracks of 2021 | 14   | [ 10 ] |

## Трек-лист
| #     | Назва                                | Автор слів                                                   | Автор музики                                     | Аранжування                                   | Тривалість |
| ----- | ------------------------------------ | ------------------------------------------------------------ | ------------------------------------------------ | --------------------------------------------- | ---------- |
| 1.    | «Black Mirror»                       | Kim Do-hoon Lee Sang-ho Seo Yong-bae Basick Inner child Ravn | Kim Do-hoon Lee Sang-ho Seo Yong-bae Inner child | Kim Do-hoon Lee Sang-ho Seo Yong-bae          | 3:40       |
| 2.    | «Connect with Us»                    | Lee Sang-ho Seo Yong-bae Lee Ho-sang Ravn Leedo              | Lee Sang-ho Seo Yong-bae Lee Ho-sang             | Lee Sang-ho Seo Yong-bae Lee Ho-sang          | 2:54       |
| 3.    | «Polarity» (кор. 울과 기름)          | Koko Tofu Dad Ravn Leedo                                     | Koko Tofu Dad Ravn                               | Koko Tofu Dad                                 | 3:27       |
| 4.    | «Happy Birthday»                     | Cosmic Sound Cosmic Girl Ravn Leedo                          | Cosmic Sound Cosmic Girl                         | Cosmic Sound Cosmic Girl                      | 3:11       |
| 5.    | «Valkyrie (Rock ver.)» (кор. 발키리) | Lee Sang-ho Inner child Ravn Leedo                           | Lee Sang-ho Inner child Ming-ki                  | Lee Sang-ho Lee Ho-sang Ming-ki Koko Tofu Dad | 3:47       |
| 16:59 |                                      |                                                              |                                                  |                                               |            |

## Чарти

### Альбом
| Чарт (2021)                     | Пікова позиція |
| ------------------------------- | -------------- |
| Японія Japanese Albums (Oricon) | 36             |
| South Korean Albums (Gaon)      | 2              |

| Чарт (2021)                | Позиція |
| -------------------------- | ------- |
| South Korean Albums (Gaon) | 4       |

### Сингли

#### Тижневі чарти
| Чарт (2021)               | Пікова позиція |
| ------------------------- | -------------- |
| Japanese Singles (Oricon) | 17             |
| South Korea (Gaon)        | 134            |

## Історія релізу
| Регіон         | Дата           | Формат                           | Лейбл                   |
| -------------- | -------------- | -------------------------------- | ----------------------- |
| Південна Корея | 11 травня 2021 | CD цифрове завантаження стриминг | RBW Kakao Entertainment |
| Інші           | 11 травня 2021 | Цифрове завантаження стриминг    | RBW Kakao Entertainment |

## Сертифікація та продаж
| Регіон                | Сертифікація | Сертифіковано/Продажі |
| Альбом                | Альбом       | Альбом                |
| --------------------- | ------------ | --------------------- |
| Південна Корея (KMCA) | —            | 103,240               |